# Paul von Schanz

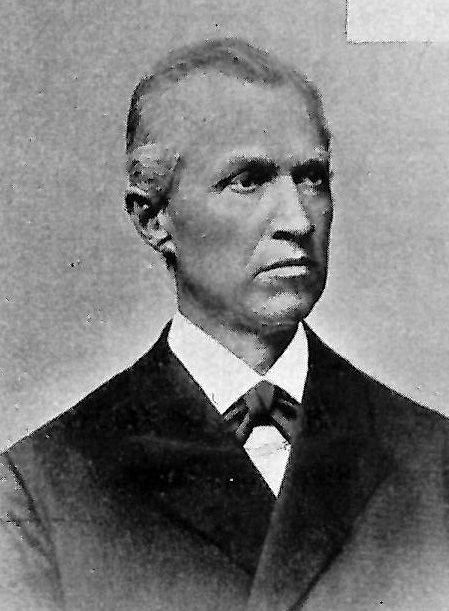
Paul von Schanz

Paul von Schanz

Paul Schanz, ab 1900 von Schanz, (* 4. März 1841 in Horb am Neckar; † 1. Juni 1905 in Tübingen) war ein katholischer Theologe, Professor für Mathematik, Naturwissenschaften, Neutestamentliche Exegese, Dogmatik und Apologetik. 

## Leben und Werk
Nach dem Besuch der Lateinschule und dem bestandenen Landexamen durchlief Paul Schanz den Bildungsweg der Priesteramtskandidaten Württembergs. So besuchte er von 1857 bis 1861 das Königliche Gymnasium und das Niedere Konvikt Rottweil und wurde nach seiner Maturitätsprüfung in das Höhere Konvikt, das Wilhelmsstift in Tübingen, aufgenommen und war dort Mitglied in der Theologengesellschaft Herzynia. 1861–65 studierte er an der württembergischen Landesuniversität Tübingen Philologie, Philosophie und Katholische Theologie. Dieser Ausbildung schloss sich das einjährige Priesterseminar in Rottenburg am Neckar an.
Nach der Priesterweihe im Jahr 1866 wurde Schanz Vikar in Schramberg. Während dieser Zeit wurde er von der Philosophischen Fakultät der Universität Tübingen mit einer religionsgeschichtlichen Arbeit promoviert. 1867 wurde er Repetent am Wilhelmsstift. Neben der Dogmatik war er hier für die Repetition der naturwissenschaftlichen Fächer zuständig. 1869 unterzog er sich dem realistischen Professoratsexamen. Ein Jahr später (1870) trat er eine wissenschaftliche Reise an, die ihn nach Paris und Berlin führte. In Berlin studierte Schanz an der Friedrich-Wilhelms-Universität.
Kurz nach seiner Rückkehr wurde er zum Gymnasialprofessor für Mathematik und Naturwissenschaften am Rottweiler Gymnasium ernannt. Obwohl Schanz als Naturwissenschaftler galt, wurde er 1876 zum Nachfolger von Moritz von Aberle und damit zum Universitätsprofessor für Neues Testament in Tübingen ernannt. Dies lag nicht nur daran, dass er seit etlichen Jahren der beste Absolvent der Fakultät war, sondern auch an dem Vertrauen der Fakultät „in die Eignung der eigenen Absolventen und die Bekanntheit mit ihren nicht nur fachlichen Fähigkeiten, sondern ebenso mit ihren kirchenpolitischen Anschauungen“. Mit der Ernennung zum Professor erhielt Schanz von der Fakultät den Dr. theol. verliehen. Im Abstand von jeweils zwei Jahren entstanden nun seine vier Evangelienkommentare, die nach dem Urteil des Neutestamentlers Josef Schmid (1883–1975) „die bedeutendste exegetische Leistung in der katholischen Theologie des neunzehnten Jahrhunderts“ seien.
1883 wechselte Schanz innerhalb der Fakultät die Lehraufträge. Als Nachfolger von Johannes von Kuhn erhielt er die Professur für Dogmatik, der auf seinem eigenen Wunsch hin der Lehrauftrag für Apologetik hinzugefügt wurde. Das bedeutendste Werk aus dieser Zeit ist die dreibändige Apologie des Christentums, durch die Schanz auch international bekannt wurde.
Sein erstaunliches Wissen in den Bereichen der Philologie, der Geschichtswissenschaften, Naturwissenschaften, Exegese und Dogmatik machte es verständlich, dass er als Apologet die drängenden wissenschaftlichen Fragen seiner Zeit behandelte, vor allem die Vereinbarkeit von Evolutionstheorie und Schöpfungslehre und von Religionsgeschichte und Glaubenslehre. In den letzten Lebensjahren bekannte sich Schanz zu einem wissenschaftlichen Historismus, der in der Beschäftigung mit der Geschichte der Wissenschaft die Wissenschaft selbst entdeckte.
Obwohl Schanz als eher konservativ galt, wandte er sich dennoch affirmativ den Arbeiten von evangelischen Theologen und katholischen Reformern seiner Zeit zu. So rezipierte er neben Joseph Müller, Albert Ehrhard und Alfred Loisy auch den katholischen Religionsphilosophen Maurice Blondel, dessen Werk er erstmals deutschen Lesern bekannt machte.

## Auszeichnungen
Im Jahr 1900 wurde Paul Schanz mit dem Ehrenkreuz des Ordens der Württembergischen Krone ausgezeichnet, welches mit dem persönlichen Adelstitel (Nobilitierung) verbunden war.
Er war Ehrenmitglied der katholischen Studentenverbindung KStV Alamannia Tübingen im KV.

## Werke (Auswahl)
- Der Cardinal Nicolaus von Cusa als Mathematiker. In: Programm des Königl. Gymnasiums in Rottweil 1871–72. Rottweil 1872, S. 1–32. Digitalisat Univ. Heidelberg
- Die christliche Weltanschauung in ihrem Verhältniß zu den modernen Naturwissenschaften, Tübingen 1876.
- Galileo Galilei und sein Prozeß. Nach den neuesten Forschungen, Würzburg 1878.
- Commentar über das Evangelium des hl. Matthäus, Freiburg/Br. 1879.
- Commentar über das Evangelium des hl. Marcus, Freiburg/Br. 1881.
- Commentar über das Evangelium des hl. Lucas, Tübingen 1883.
- Commentar über das Evangelium des hl. Johannes, Tübingen 1885.
- Apologie des Christentums: Band 1. Gott und die Natur, Freiburg/Br. 1887 (4. Aufl. 1910); Band 2. Gott und die Offenbarung, Freiburg/Br. 1888 (3. Aufl. 1905); Band 3. Christus und die Kirche, Freiburg/Br. 1888 (3. Aufl. 1906).
- Die Lehre von den hl. Sacramenten der katholischen Kirche, Freiburg/Br. 1893.
- Das Alter des Menschengeschlechts. Nach der Heiligen Schrift, der Profangeschichte und der Vorgeschichte, Freiburg/Br. 1896
- Über neue Versuche der Apologetik gegenüber dem Naturalismus und Spiritualismus, Regensburg 1897.
- Ist die Theologie eine Wissenschaft?, Stuttgart-Wien 1900.
- Die moderne Apologetik, Hamm i. W. 1903.